# 香港國際電影節協會

香港國際電影節協會標誌

香港國際電影節協會（英語：The Hong Kong International Film Festival Society，簡稱）是香港一間非牟利機構，成立於2004年，主要負責籌辦電影文化活動及推動電影業發展。該協會每年舉辦多項電影盛事，包括於三至四月期間舉行的「香港國際電影節」（HKIFF），放映來自世界各地的電影作品；同期舉辦的「香港亞洲電影投資會」（HAF）則為電影製作人提供融資平台，促進業界合作。
除春季活動外，協會自2013年起推出常設節目「電影節發燒友」（Cine Fan），每月精選放映非主流電影；每年八月亦會舉辦「Cine Fan 夏日國際電影節」（SummerIFF），主打年輕觀眾喜愛的電影類型。這些活動旨在拓展香港觀眾的電影視野，並支持不同風格的電影創作。
協會透過策劃放映、舉辦行業會議及出版電影相關刊物，致力於推廣香港及亞洲電影文化，同時引進國際電影作品以促進文化交流。

## 相關
- 香港國際電影節（HKIFF）
- 香港亞洲電影投資會（HAF）
- 亞洲電影大獎（AFA）

## 外部連結
- 香港國際電影節協會官方網頁
- 香港國際電影節官方網頁
- Cine Fan電影節發燒友官方網頁 （页面存档备份，存于）
- 香港亞洲電影投資會官方網頁 （页面存档备份，存于）